# Roberto D'Agostino
Roberto D'Agostino (Roma, 7 luglio 1948) è un giornalista, personaggio televisivo, opinionista e regista italiano.

## Biografia
Il padre era un saldatore e la madre bustaia. Nato in via dei Volsci, nel quartiere San Lorenzo a Roma, vi è rimasto fino all'età di trentasette anni. Il primo impiego fu a 18 anni come ragioniere alla Breda. Due anni dopo la madre "ottenne una raccomandazione per la Cassa di Risparmio di Roma" a suo favore, dove rimase a lavorare per dodici anni.
Nel 1965 debutta come disc jockey nel programma radiofonico Bandiera gialla sul Secondo Programma. Con Dario Salvatori, Gianfranco Giagni e Paolo Zaccagnini forma il complesso Tina & The Italians, che ottiene un buon successo con E adesso te ne puoi andar, cover del brano I Only Want to Be with You di Dusty Springfield. 
Nel 1977 Carlo Massarini lo coinvolge come giornalista musicale nella rivista Popster da lui diretta e poi nella trasmissione televisiva musicale del Programma Nazionale intitolata Mister Fantasy in cui D'Agostino fa l'inviato speciale realizzando servizi come per esempio quello sul Great Complotto del 1981. Dal 16 aprile 1981 D'Agostino diventa giornalista pubblicista e pubblica i suoi articoli per le riviste musicali Ciao 2001 e Rockstar. Nel 1985 Renzo Arbore lo vuole con sé nello storico programma televisivo Quelli della notte su Rai 2, affidandogli il ruolo satirico di "lookologo", un critico di costume ed esperto di look. Nel 1992 si cimenta con la regia cinematografica, girando il film Mutande pazze, prodotto dalla Cecchi Gori Film, con Monica Guerritore, Eva Grimaldi e Raoul Bova.
Il 22 maggio 2000 su consiglio di Barbara Palombelli apre il portale internet Dagospia, sito di rassegna stampa ma anche collettore di indiscrezioni e scoop; molto seguito per le anticipazioni sugli scenari politici, economici e sociali italiani.
Una settimana dopo aver lanciato il sito mi arrivò la notizia che Tatò, amministratore delegato dell'Enel, stava studiando lo sposalizio fra telefonini e televisione. Nel frattempo aveva fatto in modo che sua moglie Sonia Raule venisse nominata direttore dei programmi di Telemontecarlo. Io all'epoca non ero così smaliziato da capire che dando la notizia avrei bruciato l’operazione. Titolai "Sonia e lumière" e successe un casino. Così capii che non erano le scopatine degli attori ad interessare i miei lettori, ma l'insieme gossip-potere-economia.»
In alcuni periodi a fornire informazioni e retroscena per il sito fu anche il Presidente emerito della Repubblica Italiana Francesco Cossiga. Sebbene considerato un sito di pettegolezzo, da D'Agostino viene definito:
La definizione del sito è di «Risorsa informativa online a contenuto generalista che si occupa di retroscena. È espressione di Roberto D'Agostino».

## Vita privata
Dopo la nascita del figlio Rocco, nel 1997 ha sposato Anna Federici, erede di una famiglia di costruttori edili.
È un collezionista di Damien Hirst, di cui possiede le opere "The wounds of christ" e "New Religion".

## Controversie

### Battibecchi in TV
Roberto D'Agostino è stato protagonista di alcuni battibecchi televisivi. Celebre il litigio con Vittorio Sgarbi, con cui si scontrò una prima volta nel novembre 1989 all'interno del programma Uno su cento di Pippo Baudo, e una seconda volta nell'aprile 1991 ne L'Istruttoria, condotta da Giuliano Ferrara: in questa occasione, dopo essere stato provocato da Sgarbi che gli gettò addosso dell'acqua, D'Agostino reagì dandogli uno schiaffo. L'oggetto del contendere era Sgarbi stesso in qualità di critico d'arte e di professore universitario, che D'Agostino metteva in discussione, sostenendo non avesse nessuna cattedra universitaria e non fosse apprezzato dai suoi colleghi. 

### Sponsorizzazione Eni
Nel 2011 fece scalpore la notizia, emersa dall'interrogatorio del faccendiere Luigi Bisignani nell'ambito dell'inchiesta P4, che Bisignani aveva procurato al sito Dagospia una pubblicità Eni da 100 000 euro all'anno. Bisignani dichiarò di essere molto amico di D'Agostino, che è sposato con Anna Federici, figlia di un noto costruttore romano amico di Andreotti. Secondo il quotidiano la Repubblica, Bisignani userebbe Dagospia per "ammansire le sue vittime e orientare la grande stampa". Ne sarebbero esempio "il fango sul vicepresidente del Csm Michele Vietti" e "il tormentone sulla relazione tra Italo Bocchino e il ministro Mara Carfagna". Il Corriere della Sera scrisse che D'Agostino "rivendica la libertà di scegliersi le fonti". D'Agostino ha querelato la Repubblica per diffamazione.

### Ordine dei Giornalisti e caso Vittorelli
Nel 1981 si è iscritto all'Ordine dei giornalisti come giornalista pubblicista, ma in seguito è stato radiato dall'albo. Nonostante ciò molte notizie di Dagospia vengono ancora avvalorate da importanti quotidiani e periodici. Nel caso dell'ex abate Piero Vittorelli, nel 2015 travolto da illazioni calunniose diffuse anche dal sito di D'Agostino, il contenuto si è rivelato infondato, portando nel maggio 2023 all'assoluzione del prelato.

## Filmografia
- Ciao ma'... - sceneggiatore (1988)
- Faccione - attore nel ruolo di se stesso (1990)
- Mutande pazze - regista e sceneggiatore (1992)
- Vita da Carlo - serie TV (2021, 2024) - cameo nel ruolo di se stesso
- Roma, santa e dannata - docufilm (2023)

## Programmi televisivi
- Quelli della notte (Rai 2, 1985)
- Dago in the Sky (Sky Arte, 2015-in corso)

## Programmi radiofonici RAI
- Fuori onda con Roberto D'Agostino, 1999

## Opere
- Look parade. Gli smodati degli anni '80, con Lucia Castagna, Milano, Sperling & Kupfer, 1985. ISBN 88-200-0519-0.
- Rock-a-poster. 30 anni di mode rock spiegate ai genitori, con Dario Salvatori, Roma, Gremese, 1985. ISBN 88-7605-232-1.
- Come vivere, e bene, senza i comunisti. La prima guida a ciò che conta veramente nella vita, Milano, A. Mondadori, 1986. ISBN 88-04-30698-X.[25]
- Il peggio di Novella 2000, con Renzo Arbore, Milano, Rizzoli, 1986. ISBN 88-17-24011-7.
- Libidine. Guida sintetica ad una vera degenerazione fisica e morale, Milano, BUM Mondadori, 1987. ISBN 88-04-30058-2.
- Chi è, chi non è, chi si crede di essere. Il vizionario dei nomi famosi, Milano, A. Mondadori, 1988. ISBN 88-04-31375-7.
- L'insostenibile pesantezza del sublime. Esempi di stupidità contemporanea, Milano, A. Mondadori, 1989. ISBN 88-04-31455-9.
- Sbucciando piselli, con Federico Zeri, Milano, A. Mondadori, 1990. ISBN 88-04-33894-6.
- Il primo libro col tuo nome in copertina!, Milano, A. Mondadori, 1992. ISBN 88-04-36566-8.
- Alta portineria. L'Italia potentona nel mirino di Dagospia, Milano, A. Mondadori, 2002. ISBN 88-04-50158-8.
- Cafonal. Gli Italioni nel mirino di Dagospia, con Umberto Pizzi, Milano, A. Mondadori, 2008. ISBN 978-88-04-58623-4.
- Ultra cafonal. Il peggio di Dagospia, con Umberto Pizzi, Milano, A. Mondadori, 2010. ISBN 978-88-04-60186-9.

## Riconoscimenti
- David di Donatello
  - 2024 - Candidatura al miglior documentario per Roma, santa e dannata